# Seconde maison de Bourbon-Montpensier
Pour les articles homonymes, voir Maison de Bourbon-Montpensier.
La seconde maison de Bourbon-Montpensier est une maison princière et ducale, issue de la maison capétienne de Bourbon, fondée par Louis de Bourbon-Vendôme (1473-1520), prince de la Roche-sur-Yon, et par Louise de Bourbon-Montpensier (1482-1561), comtesse puis duchesse de Montpensier, dernière représentante de la branche aînée des Bourbons après la mort en 1527 de son frère le connétable Charles III de Bourbon (-Montpensier).

## Généalogie
Les princes de Bourbon qui furent ducs de Montpensier de cette maison sont :
- Louis de Bourbon-Vendôme (1473-1520), prince de la Roche-sur-Yon, épouse Louise de Bourbon-Montpensier (1482-1561), comtesse puis duchesse de Montpensier
  - Louis III de Bourbon, duc de Montpensier (1513-1582). En avril 1538, il se marie en premières noces avec Jacqueline de Longwy (c.1520-1561)[1]. Le 4 février 1570, il se marie en secondes noces à Catherine de Lorraine-Guise (1552-1596)[1].
    - François Ier de Bourbon, duc de Montpensier, dit « le prince dauphin. » Né en 1542 et décédé à Lisieux le 4 juin 1592, c’est le fils du précédent et de sa première épouse, Jacqueline de Longwy, comtesse de Bar sur Seine. En 1566, il se marie à Renée d’Anjou (1550-1597), marquise de Mézières, comtesse de Saint-Fargeau.
      - Henri Ier de Bourbon, duc de Montpensier (1573-1608). Né le 12 mai 1573 à Mézières et décédé le 27 février 1608 à Paris, c’est le fils du précédent et de Renée d’Anjou.  Il épouse Henriette-Catherine de Joyeuse (1585-1656), duchesse de Joyeuse, le 15 mai 1597[1].
        - Marie de Bourbon, duchesse de Montpensier (1605-1627). Née le 15 novembre 1605 à Gaillon et décédée le 4 juin 1627 à Paris, c’est la fille unique du précédent et de Henriette-Catherine. Duchesse d’Orléans, à la suite de son mariage avec Gaston de France (1608-1660), duc dOrléans, le 6 août 1626 à Nantes.

    - Françoise  (1539 † 1587), mariée en 1559 à Henri-Robert de La Marck, duc de Bouillon et prince de Sedan († 1574)
    - Anne de Bourbon (1540 † 1572), mariée en 1561 à François II de Nevers, duc de Nevers († 1562)[réf. nécessaire]
    - Jeanne de Bourbon (1541 † 1620), abbesse de Jouarre
    - Charlotte de Bourbon (1547-1582), abbesse de Jouarre, mariée en 1571 à Guillaume Ier d'Orange-Nassau (+1584), stathouder des Pays-Bas
    - Louise de Bourbon (1548 † 1586), abbesse de Faremoutier

  - Suzanne de Bourbon (1508 † 1570), mariée en 1529 à Claude de Rieux (+1532)
  - Charles de Bourbon, prince de La Roche-sur-Yon (1515 † 1565). Il épouse Philippe de Montespedon, dame de Beaupreau († 1578)
    - Henri de Bourbon, marquis de Beaupreau († 1560)
    - Jeanne de Bourbon (1547 † 1548)

## Armoiries
| Blason | Blasonnement : d’azur à trois fleurs de lys d’or, au bâton de gueules péri en bande chargé en chef d’un croissant d’argent Commentaires : Armes des ducs de Montpensier |

| Blason | Blasonnement : écartelé d’azur à trois fleurs de lys d’or, au bâton de gueules péri en bande chargé en chef d’un croissant d’argent et d'azur à trois fleur-de-lys d'or, au bâton de gueules péri en bande Commentaires : Armes de Charles de La Roche-sur-Yon. Il s'agit d'une combinaison des armes de son père et de sa mère. |

## Possessions
Liste non exhaustive des possessions tenues en nom propres ou en fief de la seconde maison de Bourbon-Montpensier :
- château de Trévoux, à Trévoux (1562-????).